# Paolo Bacilieri (Comiczeichner)

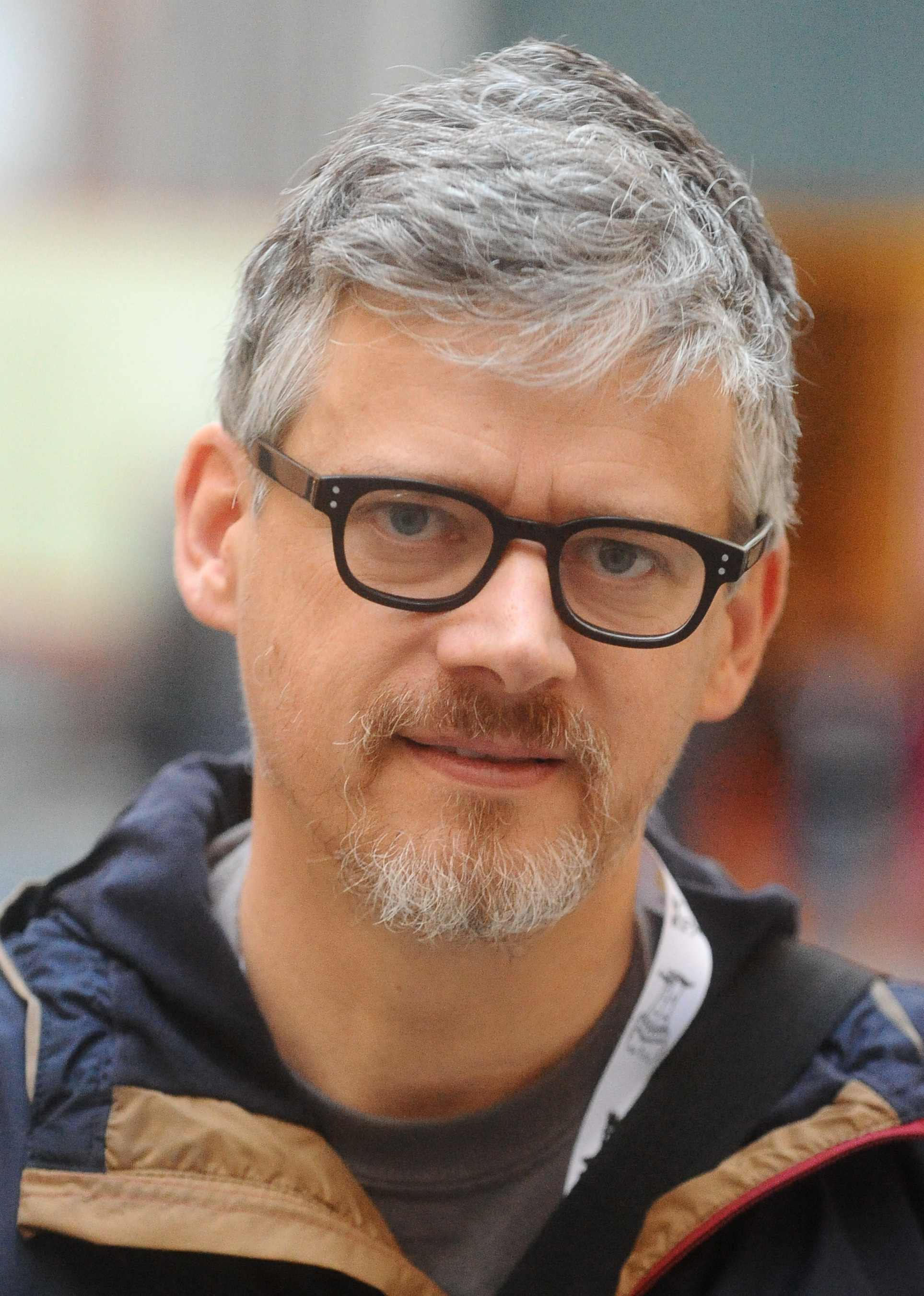
Paolo Bacilieri - Lucca Comics & Games 2016

Paolo Bacilieri oder Baciliero (* 23. Februar 1965 bei Verona) ist ein italienischer Comiczeichner.

## Biographie
Nach seinem Kunststudium in Bologna wurde er 1982 als Comiczeichner aktiv. Ermutigt durch sein Vorbild Milo Manara, der wenige Kilometer von seinem Heimatdorf wohnte, veröffentlichte er bald in vielen europäischen Magazinen wie Blue, Comic Art, Corto Maltese, (à suivre) und L´Écho des Savanes. Für den französischen Verlag Casterman schuf er die Gangster-Geschichte Barokko und den exotischen Krimi Le Tresor des Imbalas (dt.: Goldene Berge). Weitere Werke schuf er für die italienischen Verlage R&R Edizioni und Edizioni Phoenix. Seiner in mehreren seiner Bücher wiederkehrenden Figur Zeno Porno widmete er 2005 eine eigenständige Geschichte und machte ihn auch danach zur Hauptfigur weiterer seiner Graphic Novels.
Bacilieri lebt und arbeitet in Mailand.

## Publikationen auf Deutsch
- Goldene Berge. Schreiber & Leser  1989, 64 Seiten, ISBN 3-922548-58-X.
- Der Schwätzer. Edition Kunst der Comics 1990, 56 Seiten, ISBN 3-923102-36-4.
- Barokko. Schreiber & Leser 1991, 56 Seiten, ISBN 3-922548-81-4.
- Adios Muchachos. Schreiber & Leser 2012, 124 Seiten, ISBN 978-3-941239-95-1.
- Fun. avant-verlag 2018, 296 Seiten, ISBN 978-3-945034-87-3.
- Sweet Salgari. avant-verlag 2020, 176 Seiten, ISBN 978-3-96445-027-2.

## Preise und Auszeichnungen
- 2003: Yellow Kid